# Eke (Abaiang)
Eke ist eine unbewohnte Insel, die zum Atoll Abaiang in den Gilbertinseln in der Republik Kiribati gehört.

## Geographie
Eke ist ein Motu im Westen der Riffkrone. Zusammen mit Manra und Ouba liegt die Insel in einem Gebiet mit zahlreichen Kanälen, die den Zugang zwischen dem Ozean und der Abaiang Lagoon schaffen.